# Dhafir Smith
Dhafir Smith (født 23. september 1982 i Upper Darby, Pennsylvania, USA) er en professionel bokser i Letsværvægt-vægtklassen og er tidligere WBF All American Light Heavyweight Champion.
I december 2010 fik Dhafir en enorm sejr over den tidligere IBF supermellemvægt-mester, Jeff Lacy.
Den 18. marts, 2011 tabte Smith til den mexicansk-amerikanske Jesús González og den ledige IBF nordamerikansk supermellemvægt-mesterskabstitel.  González boksede kampen efter næsten 3 års pause. 
Han skulle have bokset mod Allan Green som undercardkamp til Carl Froch vs. Glen Johnson i The Boardwalk Hall den 4. juni i 2011. Kampen blev kort forinden annulleret af ukendte årsager.